# JDAM

Països que operen el sistema JDAM

El Joint Direct Attack Munition (JDAM) és un equip de guiatge que converteix les bombes de caiguda lliure en bombes intel·ligents produït per Boeing. Les bombes equipades amb JDAM són guiades per un sistema de navegació inercial associat a un GPS, donant-los un abast teòric de fins a 28 km. Les bombes a les que s'instal·len els JDAM varien entre els 227 kg fins a 907 kg. A les Forces Armades dels Estats Units d'Amèrica una bomba equipada amb JDAM canvia la nomenclatura a GBU (unitat de bomba guiada, sigles de l'anglès Guided Bomb Unit).
Les JDAM es van començar a desenvolupar després de la Guerra del Golf, quan es va comprovar que les municions guiades per làser o per infrarrojos es podien veure afectades per les condicions meteorològiques, com els núvols o les tempestes de sorra. L'equip JDAM consisteix en un anclatge al cos de la bomba, una secció de cua amb alerons controlables, i una unitat de guiatge amb un GPS i un sistema de navegació inercial com a sensors.
Entre el 1998 i el novembre de 2016, Boeing va completar més de 300.000 equips de guiatge JDAM, assolint un ritme de fabricació de 130 unitats per dia.

## Versió de més llarg abast JDAM-ER i versió propulsada
El 2009, Boeing va anunciar que desenvoluparia conjuntament amb Corea del Sud la versió de 910 kg. Un kit amb ala triplicaria l'abast del JDAM a 80 km amb la mateixa precisió, i costaria uns 10.000 dòlars per unitat. Els primers prototips s'havien d'acabar el 2010 o el 2011. Els kits d'ala de les JDAM-ER d'Austràlia van ser fabricats per Ferra Engineering. Les primeres proves es van preveure pel 2013 i les ordres de producció pel 2015.
El 2010, Boeing va proposar afegir un kit de cua amb motor de reacció al JDAM-ER per a un abast 10 vegades més gran. Les Forces Aèries dels EUA inicialment no va mostrar interès pel concepte, però el 2020 Boeing va fer-los canviar de parer en poder utilitzar-los com a míssils de creuer de baix cost. El Powered JDAM (nom de la versió motoritzada) combina una bomba de 227 kg amb un kit d'ala i un mòdul de reacció, donant-li l'abast de míssils més sofisticats a través d'un motor de baix cost, malgrat que no tinguin una aerodinàmica tan sigil·losa ni la capacitat de realitzar vols a baixa altitud. Així, tot i que amb menys opcions de supervivència, els JDAM motoritzats es podrien connectar en xarxa per proporcionar una arma d'interval barata per aclaparar els sistemes de defensa aèria.

## Adaptació a avions de combat de l'era soviètica per a Ucraïna
Les bombes soviètiques i russes utilitzen un sol punt de fixació o ancoratge. En canvi, les municions estatunidenques com JDAM en fan servir dos. Anteriorment s'han instal·lat als MiG-29 polonesos, que es van adaptar per portar municions occidentals. Va incloure treballs en els bastidors de les bombes i la substitució dels sistemes informàtics soviètics. Tanmateix, els avions ucraïnesos no tenien temps per a llargues adaptacions.
Sembla que s'hi va instal·lar un adaptador a les fixacions existents. Aquest adaptador es va utilitzar per primera vegada per disparar míssils HARM anteriorment. Tanmateix, el sistema JDAM necessita conèixer la velocitat, la ubicació i l'alçada de l'avió abans de ser alliberat per colpejar amb precisió el seu objectiu. Això va fer que Ucraïna fes servir un adaptador "intel·ligent" per proporcionar aquesta informació al míssil HARM, connectat a un dispositiu intel·ligent mitjançant Bluetooth, que pot ser un ordinador portàtil o una tauleta, que permet que el pilot premi el botó que allibera electrònicament l'arma.